# Музеј позоришних лутака Републике Српске
Музеј позоришних лутака Републике Српске (енгл. Museum of theatre puppets of Republic of Srpska) је централна музејска институција у области позоришних лутака на културној сцени Републике Српске, Музеј се бави сакупљањем, чувањем и заштитом позоришних лутака. Музеј позоришних лутака је једини такве врсте у југоисточној Европи. Музеј је отворен 15. априла 2013. и налази се у просторијама Дјечијег позоришта Републике Српске. Музеј је отворен за посјетиоце сваки дан у времену од 10 до 20 часова. Посјетиоцима са улазницама за представу, улаз је и у Музеј слободан.

## Историјат
Музеј позоришних лутака је настао из свијести о потреби очувања домаћег и свјетског луткарског блага које посједује Дјечије позориште Републике Српске у Бањој Луци од свог оснивања 1955. године до данас. Након двадесет година градње, што у стварности што у сновима, Музеј позоришних лутака је саграђен и у могућности да домаћој и свјетској културној јавности укаже на успјешни микро луткарски интервал интересовања и дјеловања, у дуговјечном развоју древне умјетности којом се бави Дјечије позориште.

## Музејска збирка
Изложене позоришне лутке су израђене, у периоду од 1982. до 2012. године, у најбољим луткарским радионицама културних центара као што су Праг, Софија, Берлин, Варшава, Минск, Санкт Петербург и другим. Оне представљају историјско огледало метаморфоза савременог луткарског позоришта с краја двадесетог и прве деценије двадесет првог вијека. Прва поставка позоришних лутака обухвата лутке из двадесет и три луткарске представе Дјечијег позоришта Републике Српске од којих је деветнаест настало у периоду послије 1995. године. Њихову креацију и израду потписују еминентна имена из свијета луткарства: Свила Величкова, Мариета Голомехова, Стефка Кјувлијева, Васил Рокоманов, Дилијана Парванова, Ана Пулијева, Ива Хаџијева (Бугарска), Александар Вахрамејев, Валери Рачковски (Бјелорусија), Кшиштоф Бијалек (Пољска), Карин Тифенсе (Њемачка), Маркета Черна, Јарослав Милфајт (Чешка Република), Бранко Стојаковић (Хрватска), Ахмед Бешић, Зоран Бјелошевић, Берина Шушчевић (Босна и Херцеговина) и други.